# As-Saffat

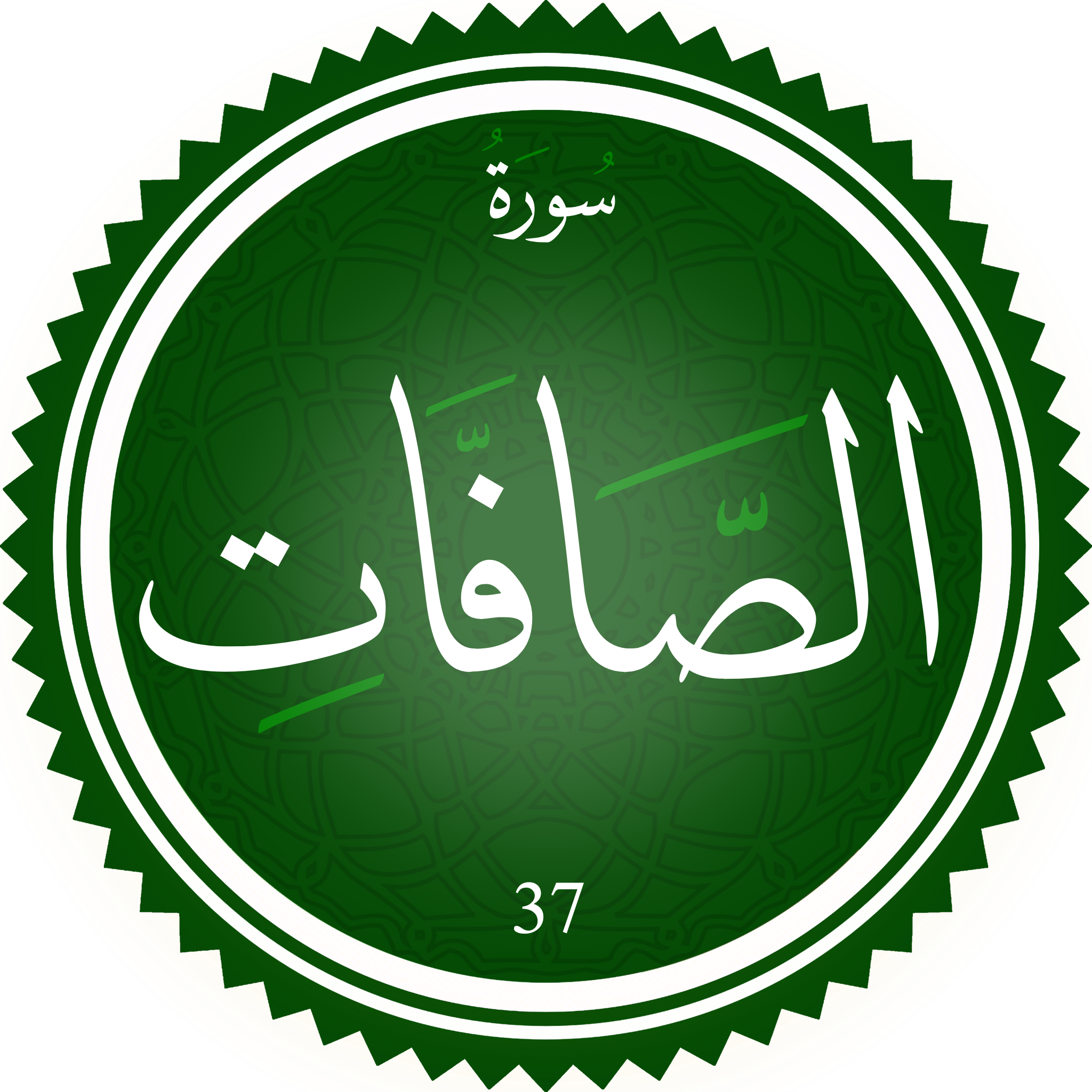
Sura al-Saffat.

As-Sāffāt (arabiska: سورة الصافات) ("I sluten ordning") är den trettiosjunde suran i Koranen med 182 verser (ayah).